# رالف نیدر
رالف نادر (به انگلیسی: Ralph Nader) (متولد ۱۹۳۴ در کانتیکت) سیاستمدار، نویسنده و وکیل دادگستری آمریکایی لبنانی‌تبار است که زمینه اصلی فعالیت او در زمینه حقوق مصرف‌کننده، دفاع از محیط زیست است. وی در انتخابات ریاست جمهوری ایالات متحده آمریکا در سال‌های ۱۹۹۶ و ۲۰۰۰ به عنوان کاندیدای حزب سبز و در انتخابات ۲۰۰۴، و ۲۰۰۸ به عنوان کاندیدای مستقل حضور یافت. نادر در انتخابات سال ۲۰۰۰ نزدیک به ۳ درصد آراء را کسب کرد. بسیاری از دمکرات‌ها شکست خود در این انتخابات نزدیک را به نادر نسبت می‌دادند و معتقد بودند که در صورت شرکت نکردن او در این انتخابات نامزد آن‌ها به پیروزی می‌رسید. وی در انتخابات سال ۱۹۹۶ با ۶۸۵٬۲۹۷ رأی معادل ۰٫۷۱٪ آراء در رده چهارم قرار گرفت و در هر سه انتخابات اخیر در جای سوم از نظر آراء کل مردم قرار گرفته‌است؛ در انتخابات سال ۲۰۰۰ با ۲٬۸۸۲٬۹۹۵ رأی معادل ۲٫۷۴٪ آراء، در انتخابات سال ۲۰۰۴ با ۴۶۳٬۶۵۵ رأی معادل ۰٫۳۸٪ آراء و در انتخابات سال ۲۰۰۸ با ۷۳۸٬۴۷۵ رأی معادل ۰٫۵۶٪ آراء.

## اصالت لبنانی عربی او
پدر و مادر وی از لبنانی‌های مسیحی مارونی مهاجر به آمریکا بودند و زبان اصلی خانواده او عربی بود. وی دانش آموخته دانشگاه پرینستون و دکترای حقوق دانشگاه هاروارد است.
S